# 粟屋元豊
粟屋 元豊（あわや もととよ/もととみ）は、安土桃山時代から江戸時代初期にかけての武将。毛利氏の家臣。後に長州藩士。父は内藤元盛。

## 略歴
内藤元盛の次男として生まれ、叔父・粟屋孝春の名跡を継承した。
父・元盛（佐野道可）が大坂の陣にて独断で、豊臣方について大坂城に入城し、落城後に捕らえられ切腹させられた佐野道可事件で、徳川氏により京都に召喚される。この時、兄・元珍と同様に弁明することが出来なかったものの、大坂城に入城しなかったため、許されて帰国した。
帰国後、吉川広家・福原広俊らの進言を受けた毛利輝元に切腹を命じられ、元和元年（1615年）10月19日に美祢郡の岩永で切腹した。なお、当時の大目付であった柳生宗矩が元豊の伯父である宍戸元続や都野惣右衛門の両名に宛てた手紙には、元珍と元豊の切腹を悼む内容が書かれていたという。